# Mary Shelley
Vous lisez un « article de qualité » labellisé en 2010.
Pour les articles homonymes, voir Shelley.
Œuvres principales
- Frankenstein ou le Prométhée moderne (1818)
- Valperga (1823)
- Le Dernier Homme (1826)

Mary Shelley (prononcé : /ˈmɛəɹɪ ˈʃɛli/), née Mary Wollstonecraft Godwin le 30 août 1797 à Somers Town, un faubourg de Londres (aujourd'hui dans le district de Camden), et morte le 1er février 1851 à Belgravia (Londres), est une femme de lettres britannique, auteure notamment de romans, de nouvelles, de biographies et de récits de voyage. Elle est surtout connue pour son roman Frankenstein ou le Prométhée moderne.
Fille de la philosophe féministe Mary Wollstonecraft et de l'écrivain politique William Godwin, elle perd sa mère alors qu'elle-même n'est âgée que de dix jours. Son père se remarie quatre ans plus tard. Il offre à sa fille une éducation riche et l'encourage à adhérer à ses théories politiques libérales. En 1814, Mary Godwin entame une liaison avec un homme marié, partisan de son père, Percy Bysshe Shelley. Accompagné de Claire Clairmont, la fille de la belle-mère de Mary, le couple voyage à travers l'Europe. Au cours des deux années qui suivent, Mary et Percy affrontent un endettement permanent et la mort de leur fille. Ils se marient en 1816, après le suicide de la première épouse de Percy.
C’est en Suisse, sur les bords du lac Léman, que le couple rencontre, en mai 1816, le poète Lord Byron. Byron loue la Villa Diodati, tandis que les Shelley s’installent dans une maison à Cologny. Mary, Percy et Byron, ayant beaucoup en commun, nouent rapidement une relation amicale, et passent de longs moments ensemble sur le lac ou en excursion, notamment au château de Chillon, qui les marque tous. 1816 est l'année sans été et souvent le temps ne leur permet pas de sortir, les nouveaux amis se racontent des histoires de fantômes, lues notamment dans le recueil traduit de l'allemand Fantasmagoriana. C’est au cours d'une de ces soirées que Byron propose à chacun d’écrire un roman inspirant la terreur. Lui ne rédige que quelques pages, plus tard reprises et augmentées par Polidori, et publiées sous le titre Vampire, alors que Mary commence ce qui deviendra son premier roman Frankenstein.
En 1818, les Shelley quittent le Royaume-Uni pour l'Italie, où meurent leur deuxième et leur troisième enfant, avant que Mary Shelley ne donne naissance à son fils, Percy Florence Shelley, qui seul survivra. En 1822, son mari se noie dans le golfe de La Spezia, au cours d'une tempête. Un an plus tard, Mary Shelley retourne en Angleterre et, dès lors, se consacre entièrement à l'éducation de son fils et à sa carrière d'auteure. Les dix dernières années de sa vie sont marquées par la maladie. Elle meurt d'une tumeur du cerveau à 53 ans.
Jusqu'aux années 1970, Mary Shelley, outre son Frankenstein, est surtout connue pour les efforts qu'elle fit en vue de faire publier les œuvres de son mari. Les études récentes ont permis une vision plus complète de son œuvre et montré que Mary Shelley est restée toute sa vie une radicale sur le plan politique, soutenant l'idée que la coopération et la solidarité, pratiquées tout naturellement par les femmes au sein de leur famille, sont la voie qui permet de réformer la société civile.

## Biographie

### Enfance

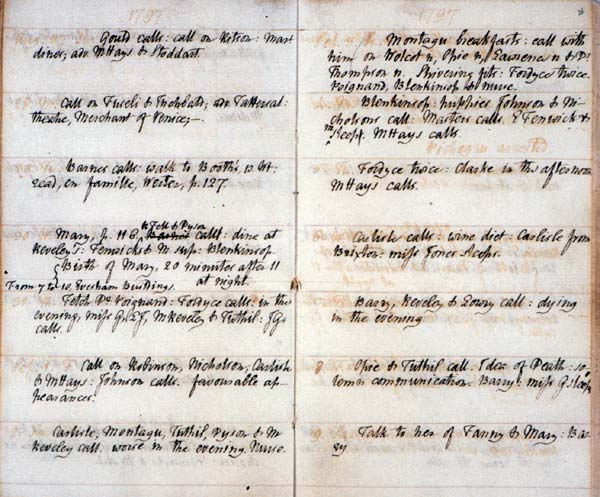
Page extraite du journal de William Godwin et consignant la « naissance de Mary, 20 minutes après 11 heures du soir » (colonne de gauche, quatrième ligne).

Mary Shelley est née Mary Wollstonecraft Godwin à Somers Town, petit faubourg londonien situé au sud de Camden Town, le 30 août 1797. Elle est la deuxième enfant de la philosophe féministe, éducatrice et femme de lettres Mary Wollstonecraft, et la première enfant du philosophe, romancier et journaliste William Godwin. Mary Wollstonecraft meurt de fièvre puerpérale onze jours après la naissance de l'enfant et Godwin se retrouve seul à élever Mary et sa demi-sœur, Fanny Imlay, née hors mariage de l'union de Mary Wollstonecraft avec le spéculateur Gilbert Imlay. Il fait appel à Louisa Jones, une amie de  sa sœur, pour l'aider. Celle-ci sert pendant trois ans de mère de substitution à Mary Shelley, qui vit douloureusement son départ
Un an après la mort de sa femme, Godwin lui rend un hommage sincère en publiant Mémoires de l'auteur de Défense des droits de la femme (1798). Ces mémoires provoqueront le scandale en révélant les liaisons de Mary Wollstonecraft et son enfant illégitime.
D'après la correspondance de Louisa Jones, gouvernante et femme de charge de William Godwin, l'enfance de Mary est heureuse. Mais Godwin, souvent très endetté, et pressentant qu'il ne peut élever seul ses enfants, décide de se remarier. En décembre 1801, il épouse Mary Jane Clairmont, femme instruite, déjà mère de deux enfants – Charles et Claire. La plupart des amis de Godwin n'apprécient pas sa nouvelle femme, la trouvant querelleuse et irascible, mais Godwin lui est dévoué et le mariage est heureux. Mary Godwin déteste sa belle-mère, probablement, comme le suggère C. Kegan Paul, biographe de William Godwin au XIXe siècle, parce que cette dernière préfère ses propres enfants.
Les époux Godwin ouvrent une maison d'édition nommée M.J. Godwin, qui vend des livres pour enfants, ainsi que de la papeterie, des cartes et des jeux. Les affaires ne sont pas cependant florissantes et Godwin est obligé d'emprunter des sommes importantes pour assurer la survie de son entreprise. En 1809, l'affaire de Godwin est proche de la faillite, et lui est « proche du désespoir ». Il est sauvé de la prison pour dettes par des admirateurs de sa philosophie tels que Francis Place, qui lui prête de l'argent.

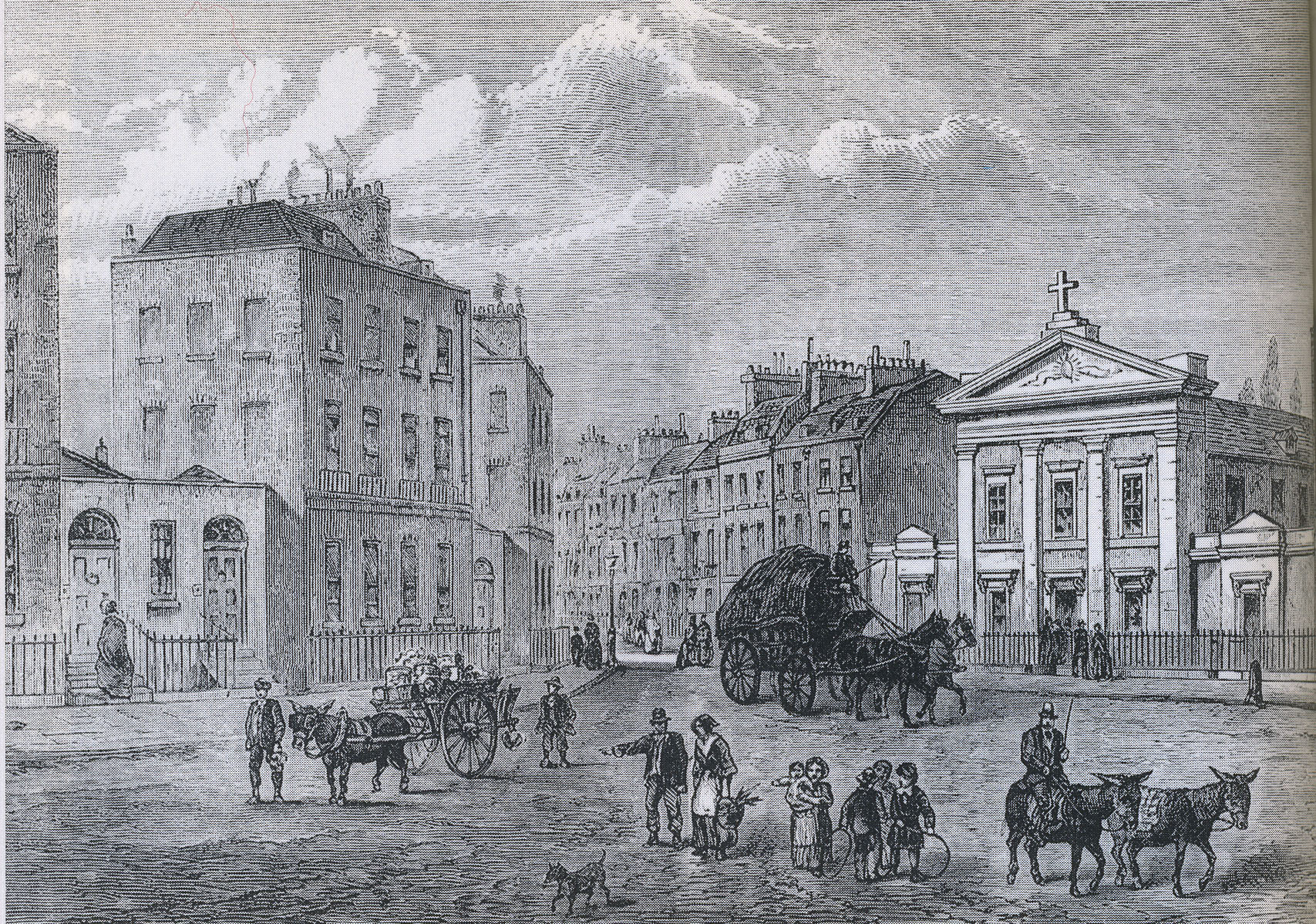
Le Polygon (à gauche) à Somers Town, Londres, entre Camden Town et St Pancras, où Mary Godwin est née et a passé ses premières années.

Mary ne suit pas une scolarité régulière, mais son père assure lui-même en partie son instruction, lui enseignant les matières les plus diverses. Godwin a l'habitude d'offrir à ses enfants des sorties éducatives ; ils ont accès à sa bibliothèque et côtoient les nombreux intellectuels qui lui rendent visite, comme Samuel Taylor Coleridge, le poète romantique, ou Aaron Burr, ancien vice-président des États-Unis. Si Godwin reconnaît ne pas élever ses enfants en accord avec la philosophie de Mary Wollstonecraft, telle qu'elle l'avait décrite dans des ouvrages comme Défense des droits de la femme (1792), Mary reçoit cependant une éducation poussée et rare pour une fille de son époque. Elle a une gouvernante, un professeur particulier, et lit les manuscrits de son père portant sur l'histoire grecque et romaine pour les enfants. En 1811, et durant 6 mois, elle est mise en pension à Ramsgate. À quinze ans, son père la décrit comme « particulièrement audacieuse, quelque peu tyrannique et ayant l'esprit vif. Sa soif de connaissances est sans limite et la persévérance qu'elle met dans chacune de ses entreprises, quasiment inébranlable ».
En juin 1812, son père envoie Mary faire un séjour dans la famille dissidente du radical William Baxter, près de Dundee en Écosse. Il écrit à Baxter : « Je tiens à ce qu'elle soit élevée… comme une philosophe, voire comme une cynique. » Les historiens spéculeront sur les raisons de son éloignement : sa santé, l'aspect sordide du commerce, ou l'initiation à la politique radicale. Mais Mary Godwin se plait dans le vaste cadre de la maison des Baxter et dans la compagnie de ses quatre filles, et elle y retournera, à l'été 1813, pour un séjour de dix mois. En 1831, dans l'introduction de Frankenstein, elle se souvient : « J'écrivais alors – mais avec un style très quelconque. Ce fut sous les arbres du domaine de notre maison, ou sur les flancs désolés des montagnes toutes proches, que mes œuvres véritables, le vol aérien de mon imagination, naquirent et furent nourris ».

### Percy Bysshe Shelley

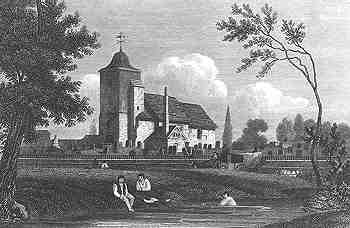
Le 26 juin 1814, Mary déclare son amour à Percy sur la tombe de Mary Wollstonecraft dans le cimetière de St Pancras Old Church (ci-contre en 1815).

Mary Godwin semble avoir rencontré pour la première fois le poète et philosophe Percy Bysshe Shelley entre ses deux séjours en Écosse. À son second retour chez elle, le 30 mars 1814, Percy Shelley s’est brouillé avec sa femme et rencontre régulièrement Godwin, dont il avait accepté de renflouer les dettes. Le radicalisme de Shelley, et notamment ses visions de l’économie, qui lui avaient été inspirées par le Justice politique (1793) de Godwin, l’avait éloigné de sa riche famille aristocrate : celle-ci voulait qu’il poursuive le modèle traditionnel de l’aristocratie terrienne alors que lui voulait faire don de grandes parts de la fortune familiale à des projets visant à aider les défavorisés. D'ailleurs, Percy Shelley aura de grandes difficultés financières jusqu’au jour où il touchera son héritage, sa famille craignant qu’il ne dilapide son argent dans des projets de « justice politique ». De ce fait, et après plusieurs mois de promesses, Shelley annonça qu’il ne pouvait, ou ne voulait, pas payer toutes les dettes de Godwin. Ce dernier, furieux, se sentit trahi.
Mary et Percy commencent à se rencontrer secrètement au cimetière St Pancras, sur la tombe de Mary Wollstonecraft, et ils tombent amoureux - elle a presque dix-sept ans, lui près de vingt-deux. Au grand dam de Mary, son père désapprouve cette relation, essaye de la combattre et de sauver la « réputation sans tache » de sa fille. Au même moment, Godwin apprend l’incapacité de Shelley de rembourser ses dettes pour lui. Mary, qui mentionna plus tard dans une lettre « (son) attachement excessif et romantique pour (son) père », est désorientée. Elle voit en Percy Shelley la personnalisation des idées libérales et réformistes de son père durant les années 1790, et notamment celle que le mariage est un monopole tyrannique, idée qu’il avait défendue dans l’édition de 1793 de Justice politique mais qu'il désavoua plus tard. Le 28 juillet 1814, le couple s’enfuit en France, emmenant Claire Clairmont, la fille de la belle-mère de Mary, mais laissant derrière eux la femme enceinte de Percy.
Après avoir convaincu Mary Jane Godwin, qui les avait poursuivis jusqu’à Calais, qu’ils ne voulaient pas revenir, le trio voyage jusqu’à Paris, puis jusqu’en Suisse, sur un âne, une mule ou en carriole, à travers une France récemment ravagée par la guerre. « C’était comme de vivre dans un roman, comme d'incarner une histoire romanesque » se rappelle Mary Shelley en 1826. Durant leur voyage, Mary et Percy lisent des ouvrages de Mary Wollstonecraft et d’autres auteurs, tiennent un journal commun, et continuent leurs propres écrits. À Lucerne, le manque d’argent les oblige à rentrer. Ils voyagent alors le long du Rhin jusqu’au port danois de Marluys, pour arriver à Gravesend (Angleterre), dans le Kent, le 13 septembre 1814.

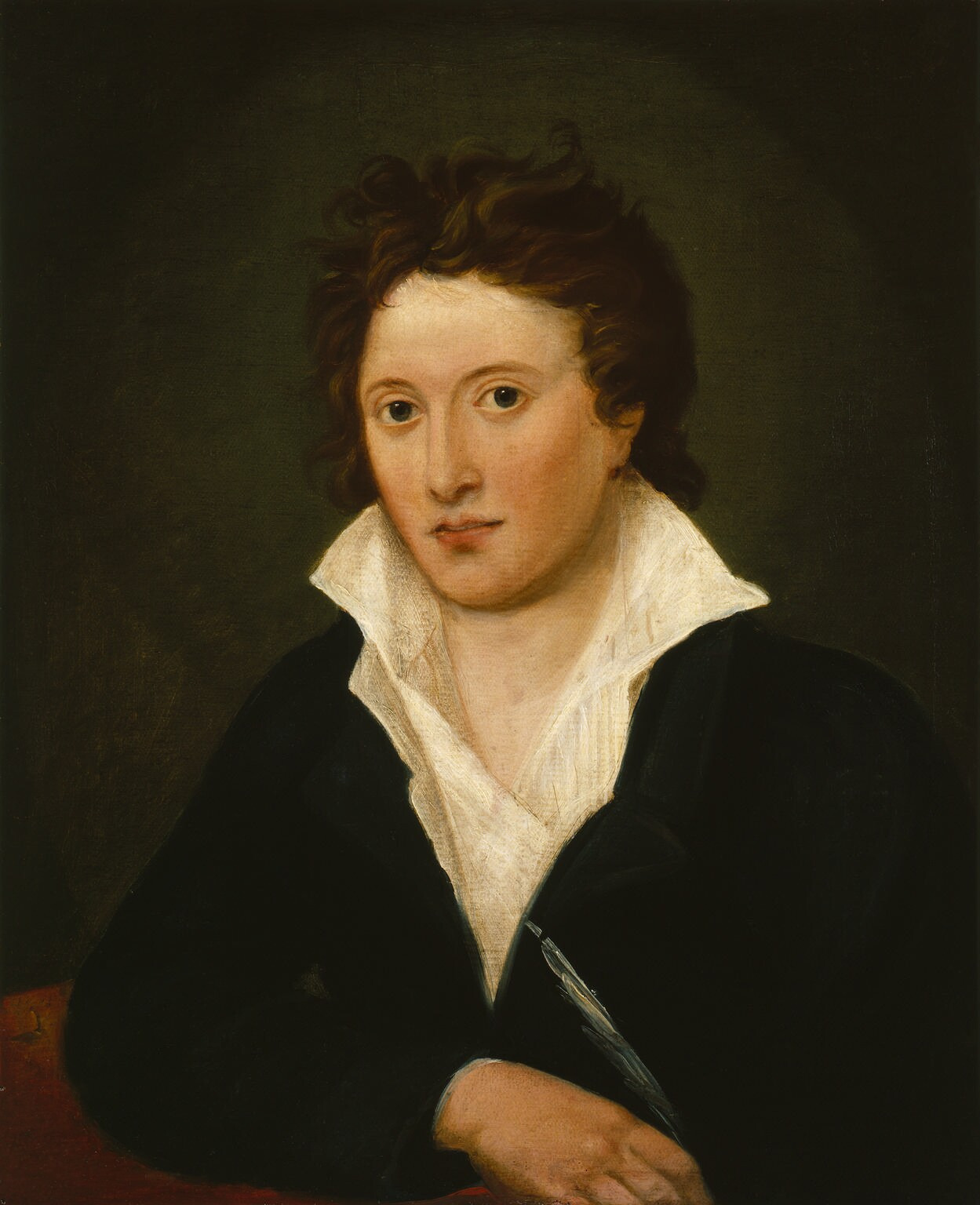
Percy Bysshe Shelley fut inspiré par le radicalisme de Godwin dans Justice politique (1793). (Portait par Amelia Curran, 1819).

La situation qui attend Mary Godwin en Angleterre s’avère semée de difficultés qu’elle n’avait pas toutes prévues. Avant ou pendant le voyage, elle est tombée enceinte. Elle se retrouve avec un Percy sans argent, et, à la grande surprise de Mary, son père ne veut plus entendre parler d’elle. Le couple et Claire emménagent dans divers meublés à Somers Town, puis à Nelson Square. Leur programme de lecture et d’écriture est toujours aussi intense et ils invitent des amis de Percy Shelley comme Thomas Jefferson Hogg et l’écrivain Thomas Love Peacock. Pour éviter les créanciers, Percy Shelley quitte leur maison durant de courtes périodes. Les lettres éperdues du couple révèleront la douleur de ces séparations.
Enceinte et souvent malade, Mary Godwin doit faire face à la joie de Percy à la naissance du fils qu’il a conçu avec Harriet Shelley à la fin de 1814 et à ses fréquentes sorties avec Claire Clairmont. Elle est partiellement réconfortée par les visites de Hogg, qu’elle n’appréciait guère au départ mais qu’elle considérera bien vite comme un ami proche. Percy Shelley semble avoir voulu que Mary Godwin et Hogg deviennent amants. Mary ne rejette pas l’idée puisqu’elle est censée être adepte de l’amour libre. En pratique cependant, c'est de Percy Shelley qu'elle est amoureuse, et elle ne semble pas s'être aventurée plus loin que le flirt avec Hogg,. Le 22 février 1815, elle donne naissance à une fille prématurée de deux mois, qui a peu de chances de survie. Le 6 mars, elle écrit à Hogg :
« Mon cher Hogg, mon bébé est mort – Viendrez-vous me voir dès que possible. J’ai envie de vous voir – Il allait très bien quand je me suis couchée – je me suis réveillée pour le faire téter et il semblait dormir si calmement que je n’ai pas voulu le réveiller. Il était alors déjà mort, mais nous ne nous en sommes rendu compte qu’au matin - d’après son aspect, il était mort de convulsions – Viendrez-vous – vous êtes une créature si calme et Shelley a peur de la fièvre provoquée par le lait – car je ne suis plus mère à présent. »
La perte de son enfant provoque une sévère dépression chez Mary Godwin, hantée par des visions du bébé, mais elle se retrouve enceinte à nouveau et, à l’été, elle est rétablie. Avec l’amélioration des finances de Percy Shelley à la suite du décès de son grand-père, Sir Bysshe Shelley, le couple part en vacances à Torquay, puis loue un cottage à deux étages à Bishopsgate, aux abords du parc de Windsor. On connaît peu de choses de cette période de la vie de Mary Godwin, son journal intime, entre mai 1815 et juillet 1816, ayant été perdu. À Bishopsgate, Percy écrit son poème Alastor, et le 24 janvier 1816, Mary donne naissance à un deuxième enfant, nommé William, comme son père, et qui fut rapidement surnommé « Willmouse ». Dans son roman le Dernier homme, elle décrira Windsor comme un Jardin d’Eden.

### Lac Léman etFrankenstein

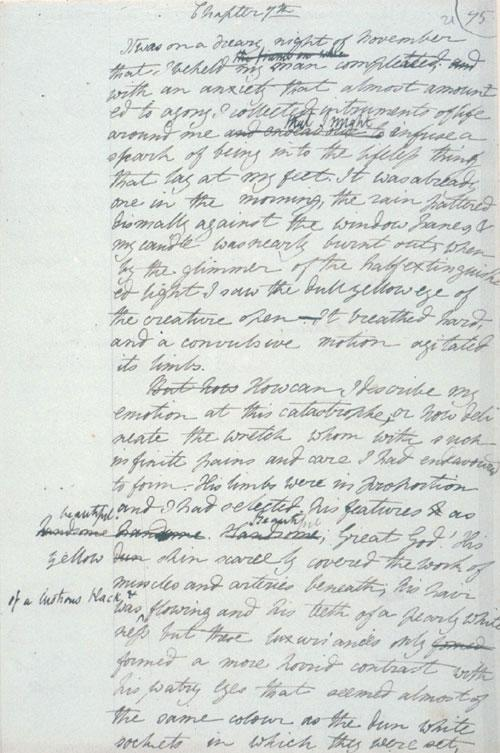
Brouillon de Frankenstein (« Ce fut par une sinistre nuit de novembre que je parvins à mettre un terme à mes travaux… »)

En mai 1816, Mary Godwin, Percy Shelley, leur fils et Claire Clairmont partent pour Genève. Ils ont prévu de passer l'été avec le poète Lord Byron, dont Claire est enceinte. Le groupe arrive à Genève le 14 mai 1816, et Mary se fait appeler « Mme Shelley ». Byron les rejoint le 25 mai, avec un jeune médecin, John William Polidori, et loue la villa Diodati à Cologny, un village dominant le lac Léman.

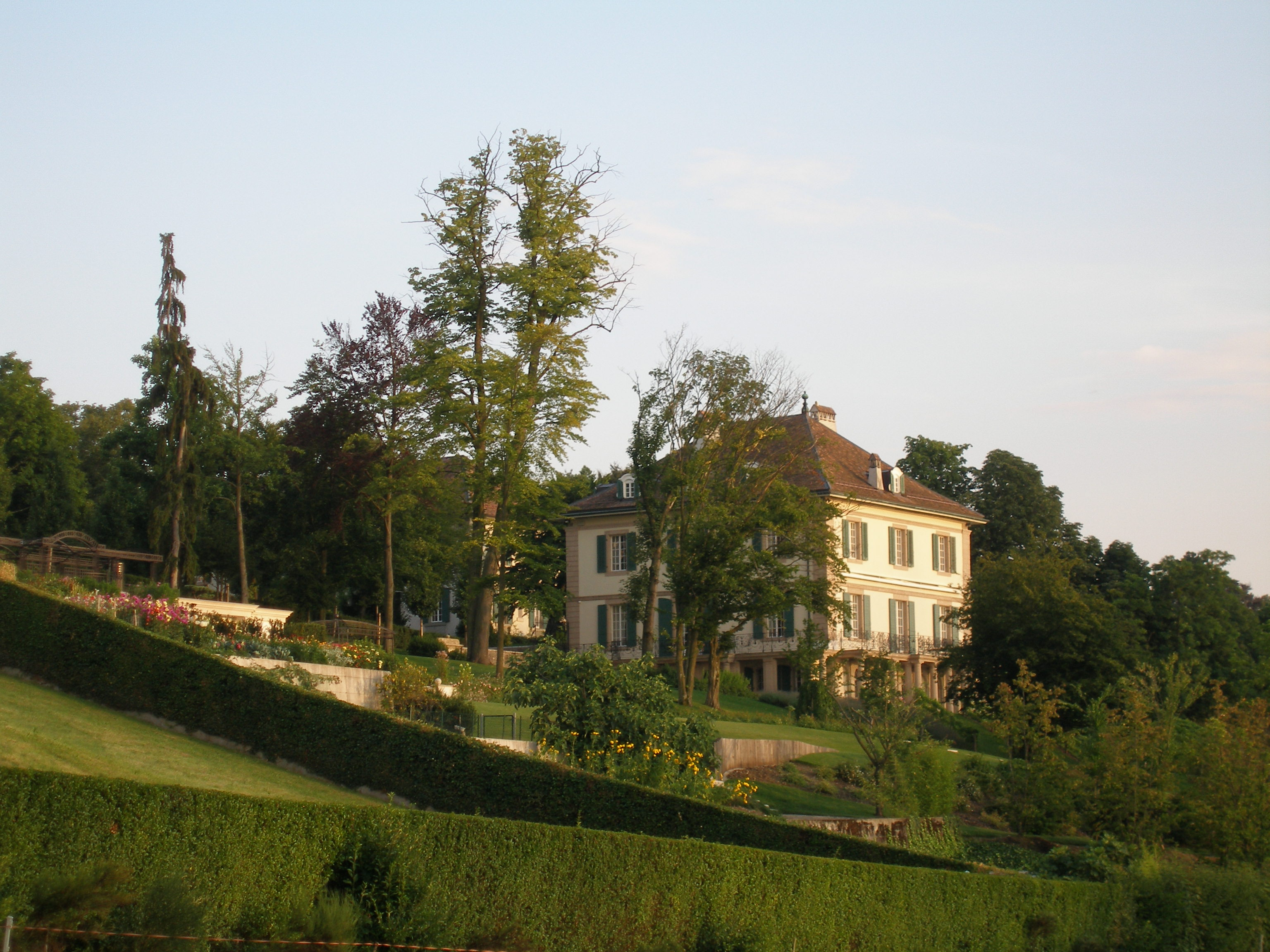
Vue actuelle de la villa Diodati et de son jardin.

Percy Shelley loue une maison plus modeste, la Maison Chapuis, au bord du lac. Ils passent leur temps à écrire, à faire du bateau sur le lac, et à discuter jusqu'au cœur de la nuit.
« Ce fut un été humide et rigoureux, se rappelle Mary Shelley en 1831, et la pluie incessante nous confinait des jours entiers à l'intérieur de la maison »,. Entre autres sujets, la conversation tourne autour des expériences du poète et philosophe naturaliste du XVIIIe siècle Erasmus Darwin, dont on prétendait qu'il avait ranimé de la matière morte, et autour du galvanisme et de la possibilité de ramener à la vie un cadavre ou une partie du corps. Autour du foyer de la villa Diodati, les cinq amis s'amusent à lire des histoires de fantômes allemandes, le Gespensterbuch traduit en français sous le titre Fantasmagoriana, ce qui donne à Byron l'idée de proposer à chacun d'écrire sa propre histoire fantastique. Peu après, rêvant éveillée, Mary conçoit l'idée de Frankenstein :

« Je vis l'étudiant blême des arts impies s'agenouiller à côté de la chose qu'il avait créée. Je vis le fantasme hideux d'un homme se lever, puis, par le travail de quelque machine puissante, montrer des signes de vie, et bouger en un mouvement malaisé et à moitié vivant. Il faut que cela soit effrayant, car l'effet de toute entreprise humaine se moquant du mécanisme admirable du Créateur du monde ne saurait qu'être effrayant au plus haut point,. »

Elle commence à écrire ce qu'elle croyait être une nouvelle. Avec les encouragements de Percy Shelley, elle développe cette histoire en ce qui deviendra son premier roman : Frankenstein ou le Prométhée moderne, publié en 1818,. Elle décrira plus tard cet été en Suisse comme le moment « où [elle] sorti[t] de l'enfance pour entrer dans la vie ».

### Bath et Marlow
À leur retour en Angleterre, en septembre, Mary et Percy emménagent à Bath et Claire Clairmont, dont ils espèrent tenir secrète la grossesse, s'installe dans la même ville, non loin de leur nouveau domicile. À Cologny, Mary Godwin a reçu deux lettres de sa demi-sœur, Fanny Imlay, faisant allusion à sa « vie malheureuse ». Le 9 octobre, Fanny écrit une « lettre alarmante » de Bristol qui incite Percy à partir à sa recherche, sans succès. Au matin du 10 octobre, Fanny Imlay est retrouvée morte dans une chambre d'hôtel à Swansea, avec à ses côtés une lettre de suicide et une bouteille de laudanum. Le 10 décembre, la femme de Percy, Harriet, est découverte noyée dans la Serpentine, à Hyde Park, Londres. Les deux suicides sont étouffés. La famille d'Harriet contrecarre les efforts de Percy, pleinement soutenu par Mary Godwin, en vue d'obtenir la garde de ses enfants. Les avocats de Percy lui conseillent de se marier pour améliorer sa cause. Leur union est célébrée le 30 décembre 1816 en l'église St Mildred, dans le quartier de Bread Street, à Londres. M. et Mme Godwin sont présents et le mariage permet de clore la querelle familiale.
Claire Clairmont donne naissance à une petite fille le 13 janvier, qui est prénommée Alba dans un premier temps, puis Allegra,. En mars de la même année, la Cour de Chancery déclare Percy Shelley moralement inapte à assumer la garde de ses enfants et les place dans la famille d'un pasteur. Le même mois, les Shelley déménagent, avec Claire et Alba, à Albion House, un grand immeuble humide sur la Tamise, à Marlow, dans le Buckinghamshire. C'est là que Mary Shelley met au monde son troisième enfant, Clara, le 2 septembre. À Marlow, ils divertissent leurs nouveaux amis Marianne et Leigh Hunt, travaillent d'arrache-pied à leurs écrits et discutent souvent de politique.
Au début de l'été 1817, Mary Shelley termine Frankenstein, qui est publié anonymement en janvier 1818. Critiques et lecteurs supposent que Percy Shelley en est l'auteur, puisque le livre est publié avec sa préface et dédié à son héros politique, William Godwin. À Marlow, Mary rédige le journal de leur voyage continental de 1814, ajoutant des documents écrits en Suisse en 1816, ainsi que le poème de Percy, Mont Blanc. Le résultat est Histoire d'un circuit de six semaines, publié en novembre 1817. Cet automne-là, Percy Shelley vit souvent loin de la maison à Londres pour éviter les créanciers. La menace de la prison pour dettes, leur mauvaise santé et la peur de perdre la garde de leurs enfants contribuent à la décision du couple de quitter l'Angleterre pour l'Italie le 12 mars 1818, emmenant Claire et Alba avec eux.
Ils partent sans intention de retour.

### Italie
À peine arrivés en Italie, Claire et les Shelley laissent la petite Alba à la garde de Byron, qui vit alors à Venise et qui a convenu de la prendre en charge à condition que Claire renonce à ses droits maternels sur l'enfant. Ils se lancent ensuite dans une existence itinérante, sans jamais séjourner longtemps dans les villes qu'ils visitent,. En voyageant, ils s'entourent aussi d'un cercle d'amis et de connaissances qui va souvent se déplacer avec eux. Le couple consacre son temps à l'écriture, la lecture, l'apprentissage, le tourisme et la vie en société. Pour Mary, l'aventure italienne est cependant gâchée par la mort de ses deux enfants – Clara, en septembre 1818 à Venise, et William, en juin 1819 à Rome,. Ces pertes la laissent dans une profonde dépression et l'isolent de son mari, qui écrit dans son journal :
| My dearest Mary, wherefore hast thou gone, And left me in this dreary world alone? Thy form is here indeed—a lovely one— But thou art fled, gone down a dreary road That leads to Sorrow’s most obscure abode. For thine own sake I cannot follow thee Do thou return for mine. | Ma chère Mary, pourquoi t'en es-tu allée, Et dans ce triste monde seul m'as-tu laissé ? Ton corps est bien ici – si charmant – Mais tu as fui, partie sur une triste route Qui conduit à la demeure la plus obscure du Chagrin Pour ton propre bien je ne peux pas te suivre Mais reviens pour le mien. |

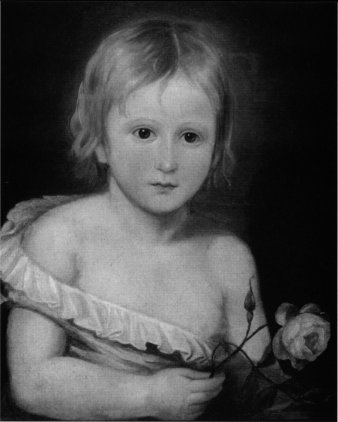
William « Willmouse » Shelley, peint juste avant d'être emporté par la malaria en 1819 (portrait par Amelia Curran, 1819).

Pendant quelque temps, Mary Shelley ne trouve de réconfort que dans l'écriture. La naissance de son quatrième enfant, Percy Florence, le 12 novembre 1819, diminue quelque peu son chagrin, même si elle pleurera la mémoire de ses enfants perdus jusqu'à la fin de sa vie.
L'Italie offre aux Shelley, à Byron et autres exilés, une liberté politique inaccessible chez eux. Malgré le lien avec ses deuils personnels, l'Italie devient pour Mary Shelley « un pays que le souvenir peindra comme un paradis ». Leurs années italiennes sont une période d'activité intellectuelle et créative intense pour les deux Shelley. Pendant que Percy compose une série de poèmes majeurs, Mary écrit le roman autobiographique Matilda, le roman historique Valperga et les pièces Proserpine et Midas. Mary écrit Valperga pour alléger les difficultés financières de son père, Percy refusant désormais de l'aider. Elle est souvent malade et sujette à la dépression. Elle doit aussi faire face à l'intérêt que porte Percy aux autres femmes, telles Sophia Stacey, Emilia Viviani et Jane Williams. Partageant sa foi dans un mariage non exclusif, Mary noue ses propres liens affectifs parmi les hommes et les femmes de son entourage. Elle est particulièrement proche du révolutionnaire grec Aléxandros Mavrokordátos et de Jane et Edward Williams,.

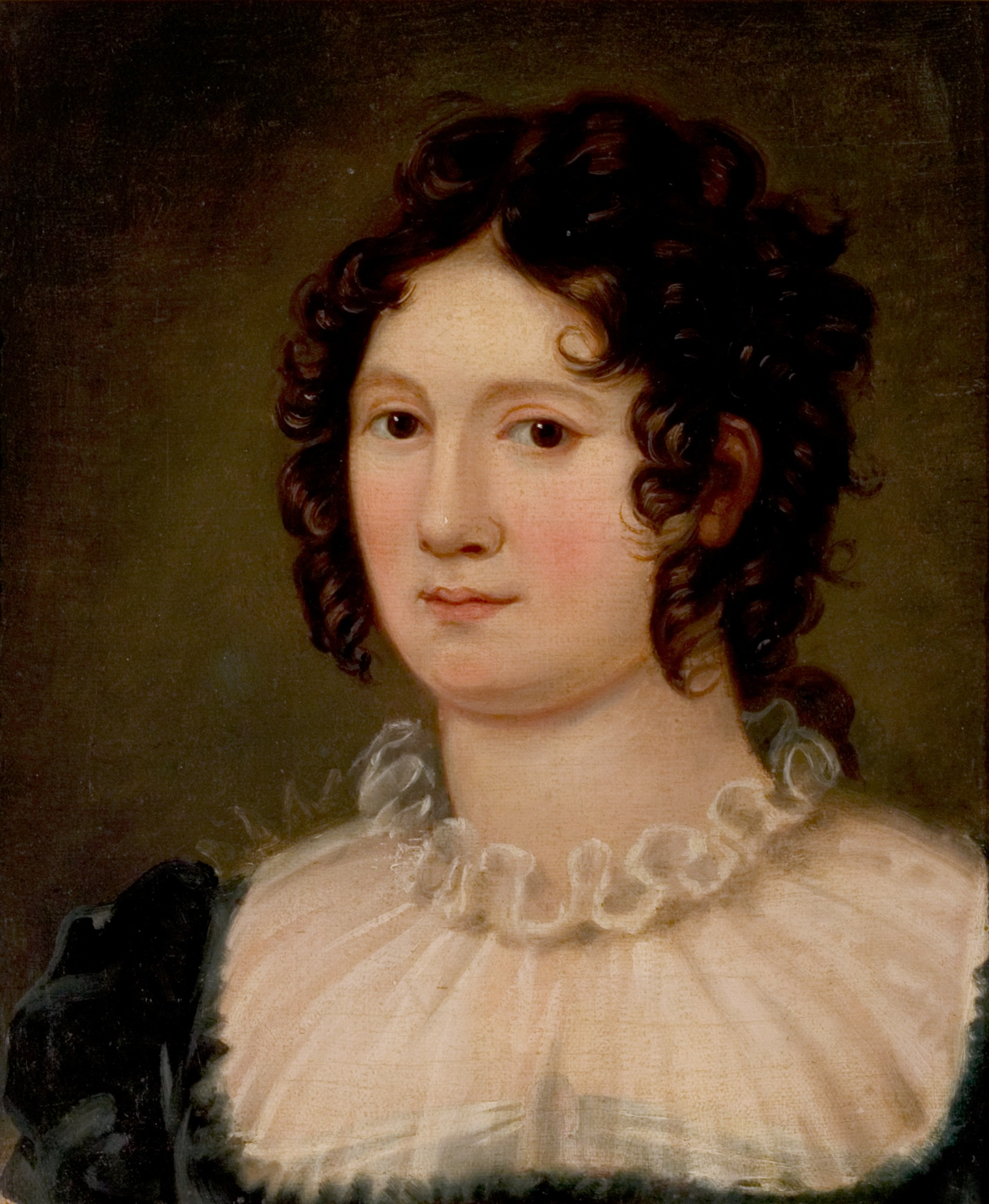
Claire Clairmont, fille de la belle-mère de Mary et maîtresse de Lord Byron (portrait par Amelia Curran, 1819).

En décembre 1818, les Shelley, Claire et leurs domestiques descendent vers le sud à Naples, où ils demeurent 3 mois, recevant un seul visiteur, un médecin. En 1820, ils sont accusés et menacés par Paolo et Elise Foggi, d'anciens domestiques congédiés par Percy Shelley peu après leur mariage. Le couple révèle que, le 27 février 1819, à Naples, Percy Shelley a enregistré comme sa fille et celle de Mary Shelley un bébé de 2 mois nommé Elena Adélaïde Shelley. Les Foggi prétendent que la mère de l'enfant est Claire Clairmont.
Les biographes interprètent ces évènements de façons très variées : que Percy Shelley avait décidé d'adopter un enfant de la région, que l'enfant était le sien et celui d'Elise, de Claire ou d'une femme inconnue, ou que c'était l'enfant d'Elise et Lord Byron,. Mary Shelley déclare qu'elle se serait aperçue si Claire avait été enceinte, mais on ignore ce qu'elle savait vraiment. Les évènements de Naples, ville que Mary qualifiera plus tard de paradis habité par des diables, resteront enveloppés de mystère. La seule certitude est qu'elle-même n'est pas la mère de l'enfant. Elena Adélaïde Shelley mourra à Naples le 9 juin 1820.
Au cours de l'été 1822, Mary, enceinte, emménage avec Percy, Claire, Edward et Jane Williams dans la Villa Magni (it), isolée au bord de la mer près du hameau de San Terenzo dans la baie de Lerici. Une fois installé, Percy révèle à Claire que sa fille Allegra est morte du typhus au couvent de Bagnacavallo. Mary, qui se sent l'esprit égaré et malheureux dans la petite et lointaine Villa Magni, finit par la comparer à un cachot. Le 16 juin, elle fait une fausse-couche, perdant tellement de sang qu'elle frôle la mort. En attendant l'arrivée du médecin, Percy plonge sa femme dans un bain d'eau glacé pour stopper l'hémorragie, geste dont le médecin dira plus tard qu'il lui a sauvé la vie. Cependant tout ne va pas bien dans leur couple cet été là et Percy passe plus de temps avec Jane Williams qu'avec sa femme déprimée et faible. La plupart des courts poèmes qu'écrit Shelley à San Terenzo sont adressés à Jane au lieu de Mary.
Le bord de mer permet à Percy Shelley et Edward Williams de profiter de leur « jouet idéal pour l'été », un nouveau voilier. Le bateau a été dessiné par Daniel Roberts et Edward Trelawny, un admirateur de Byron qui a rejoint la compagnie en janvier 1822. Le 1er juillet 1822, Percy Shelley, Edward Williams, et le capitaine Daniel Roberts naviguent vers le sud le long de la côte jusqu'à Livourne. Percy y discute avec Byron et Leigh Hugh du lancement d'un nouveau magazine, The Liberal. Le 8 juillet, accompagné d'Edward Williams, il reprend le chemin du retour avec un jeune matelot de 18 ans, Charles Vivian. Ils n'atteindront jamais leur destination.
Une lettre de Hunt, datée du 8 juillet et destinée à Percy Shelley, arriva à la Villa Magni. Hunt y écrit : « Je vous en prie, dites-nous comment vous êtes rentrés chez vous, on dit que vous avez eu très mauvais temps après votre départ lundi et nous sommes inquiets ». « Le papier me tomba des mains », racontera plus tard Mary à une amie. « Je tremblais de tout mon corps ». Mary et Jane Williams se précipitent à Livourne puis à Pise dans l'espoir de retrouver leurs maris vivants. Dix jours après la tempête, trois corps sont rejetés sur le rivage près de Viareggio, à mi-chemin entre Livourne et Lerici. Trelawny, Byron et Hunt incinèreront le corps de Shelley sur la plage de Viareggio.

### Retour en Angleterre et carrière d'écrivain
« Frankenstein est l’œuvre la plus merveilleuse jamais écrite à vingt ans dont j’ai entendu parler. Vous avez à présent vingt-cinq ans. Et, fort heureusement, vous avez poursuivi un parcours de lectrice, et cultivé votre esprit de la plus admirable manière pour faire de vous un grand écrivain à succès. Si vous ne pouvez pas être indépendante, qui pourrait l’être ? »

— William Godwin à Mary Shelley
Après la mort de son époux, Mary Shelley vit durant une année avec Leigh Hunt et sa famille à Gênes, où elle rencontre fréquemment Lord Byron et transcrit ses poèmes. Elle a décidé de vivre de sa plume et pour son fils, mais sa situation financière est précaire. Le 23 juillet 1823, elle quitte Gênes pour l’Angleterre et s’installe avec son père et sa belle-mère à Strand (Londres) jusqu’à ce qu’une petite avance de son beau-père lui permette de se loger à proximité. Sir Timothy Shelley convient d’assurer la subsistance de son petit-fils à condition qu’il soit placé auprès d’un tuteur désigné. Mary Shelley rejette immédiatement cette idée. Elle parvient à soutirer à Sir Timothy une allocation annuelle (qu’elle devra rembourser lorsque Percy Florence héritera du domaine). Jusqu’à la fin de ses jours, il refusera de la rencontrer et ne traitera avec elle que par avocat interposé. Mary Shelley s’occupe de publier, entre autres, les poèmes de son mari mais elle doit se restreindre pour le bien de son fils. En effet, Sir Timothy menace de ne plus verser d’allocation si la moindre biographie du poète est publiée. En 1826, après le décès de Charles Shelley, fils de Percy Shelley et d’Harriet Shelley, Percy Florence devient l’héritier du domaine des Shelley. Sir Timothy augmente alors l’allocation annuelle de Mary de 100 à 250 £, mais demeure toujours aussi difficile. Alors qu’elle apprécie la compagnie stimulante de l’entourage de William Godwin, la pauvreté empêche Mary de sortir dans le monde autant qu’elle l'aurait souhaité. Elle se sent également rejetée par ceux qui, comme Sir Timothy, désapprouvent encore sa liaison avec Percy Bysshe Shelley.
L’été 1824, Mary Shelley déménage à Kentish Town, dans le Nord de Londres, pour se rapprocher de Jane Williams. Elle est peut-être, selon les mots de son biographe Muriel Spark, « un peu amoureuse » de Jane. Mais Jane la décevra ensuite en propageant des rumeurs alléguant que Percy la préférait à Mary et qu’elle ne lui suffisait pas. À la même époque, Mary écrit son roman Le Dernier Homme (1826) et collabore avec des amis à l’écriture des mémoires de Lord Byron et Percy Shelley — c’est le début de ses tentatives d’immortaliser son époux. La même année, elle rédige pour la Westminster Review un essai,  « The English in Italy », considéré par l'un de ses biographes, comme « probablement l’une des analyses les plus intelligentes qui aient jamais été écrites sur le cosmopolitisme anglais dans l’Europe postrévolutionnaire et postnapoléonienne  »   Elle rencontre également l’acteur américain John Howard Payne et l’écrivain américain Washington Irving. Payne tombe amoureux d’elle et la demande en mariage en 1826. Elle refuse, expliquant qu’après avoir épousé un génie elle ne peut se marier qu’à un autre génie. Payne accepte son refus et essaie, mais sans succès, de pousser son ami Irving à faire sa demande. Mary Shelley était au courant du plan de Payne, mais on ignore jusqu’à quel point elle le prenait au sérieux.

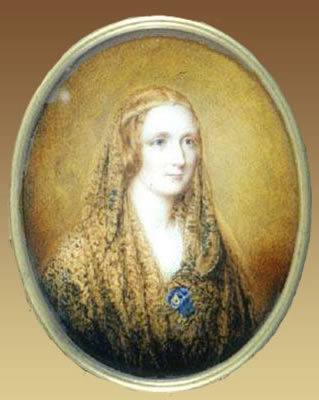
Le portrait de Mary Shelley, par Reginald Easton, probablement peint d’après son masque mortuaire (c. 1857).

En 1827, Mary Shelley participe à un projet visant à permettre à son amie Isabel Robinson et à son amoureuse, Mary Diana Dods, qui écrit sous le pseudonyme de David Lyndsay, de s’engager dans une vie commune en France comme mari et femme,. Avec l’aide de Payne, auquel elle ne donne pas tous les détails, Mary obtient de faux passeports pour le couple. En 1828, en leur rendant visite à Paris, elle contracte la petite vérole. Elle guérira des semaines plus tard, sans cicatrice, mais la fraîcheur de sa beauté envolée.
Entre 1827 et 1840, Mary Shelley est écrivain et éditeur. Elle écrit Perkin Warbeck (1830), Lodore (1835) et Falkner (1837). Elle écrit l'essentiel des cinq volumes (consacrés à des auteurs italiens, espagnols, portugais et français) des Vies des hommes de lettres et de science les plus éminents, qui font partie de la Cabinet Cyclopaedia de Dionysius Lardner. Elle écrit également des histoires pour des magazines féminins. Elle aide toujours son père financièrement et ils collaborent en se cherchant mutuellement des éditeurs. En 1830, pour 60 £, elle vend les droits d’une nouvelle édition de Frankenstein à Henry Colburn et Richard Bentley, pour leur nouvelle série de romans classiques. Après la mort de son père, en 1836 à l’âge de 80 ans, elle rassemble ses lettres et un mémoire pour les publier, comme il l’a demandé dans son testament, mais après deux ans de travail, elle abandonne le projet. Durant cette période, elle défend la poésie de Percy Shelley, incitant à le publier et le citant dans ses écrits. En 1837, le travail de Percy était connu, et de plus en plus admiré. En été 1838, Edward Moxon, éditeur de Tennyson et beau-fils de Charles Lamb, propose de publier un recueil des travaux de Percy Shelley. Mary reçoit 500 £ pour annoter les Poetical Works (1838). Sir Timothy insiste pour que le recueil ne comporte pas de biographie. Mary trouvera tout de même un moyen de raconter l’histoire de Percy : elle inclut d’importantes notes biographiques liées aux poèmes.
Mary continue à n'aborder qu'avec circonspection d'éventuelles aventures amoureuses. En 1828, elle rencontre l’écrivain français Prosper Mérimée, qui lui fait la cour, mais la seule lettre encore existante qu’elle lui ait adressé est une lettre de rejet de sa déclaration d’amour.
Elle se réjouit du retour en Angleterre de son ancien ami d’Italie Edward Trelawny, ils plaisantent même sur leur mariage dans leurs lettres. Mais leur amitié est altérée d’abord par le refus de Mary de participer à la biographie de Percy Shelley proposée par Edward, puis par la colère d’Edward lorsqu'elle l'omet dans la partie athée de Queen Mab (recueil de poèmes de Percy Shelley).
Dans son journal intime, entre les années 1830 et 1840, des allusions détournées suggèrent que Mary Shelley a eu des sentiments pour le politicien radical Aubrey Beauclerk, mais celui-ci l’a probablement déçue à deux reprises, en épousant une autre femme,.
Durant ces années, la première préoccupation de Mary est le bien être de Percy Florence. Selon le vœu de son mari, son fils fréquente une public school, et, avec l’aide que Sir Timothy lui accorde avec réticence, on lui fait faire ses études à Harrow. Pour éviter les frais de mise en pension, elle déménage à Harrow on the Hill afin que Percy puisse suivre les cours en tant qu’externe. Quand bien même il poursuivra ses études jusqu’à Trinity College à Cambridge, et touchera un peu à la politique et au droit, il ne montrera aucun signe des dons de ses parents. Dévoué à sa mère, il retournera vivre avec elle, après avoir quitté l’université en 1841.

### Dernières années et mort
En 1840 et 1842, mère et fils voyagent ensemble sur le continent. Mary Shelley racontera ces voyages dans Errances en Allemagne et en Italie en 1840, 1842 et 1843 (1844). En 1844, Sir Timothy Shelley meurt à l’âge de quatre vingt dix ans, « tombant de sa tige comme une fleur trop épanouie ». Pour la première fois, Mary et son fils sont financièrement indépendants, même si l'héritage se révèle plus modeste qu’espéré.

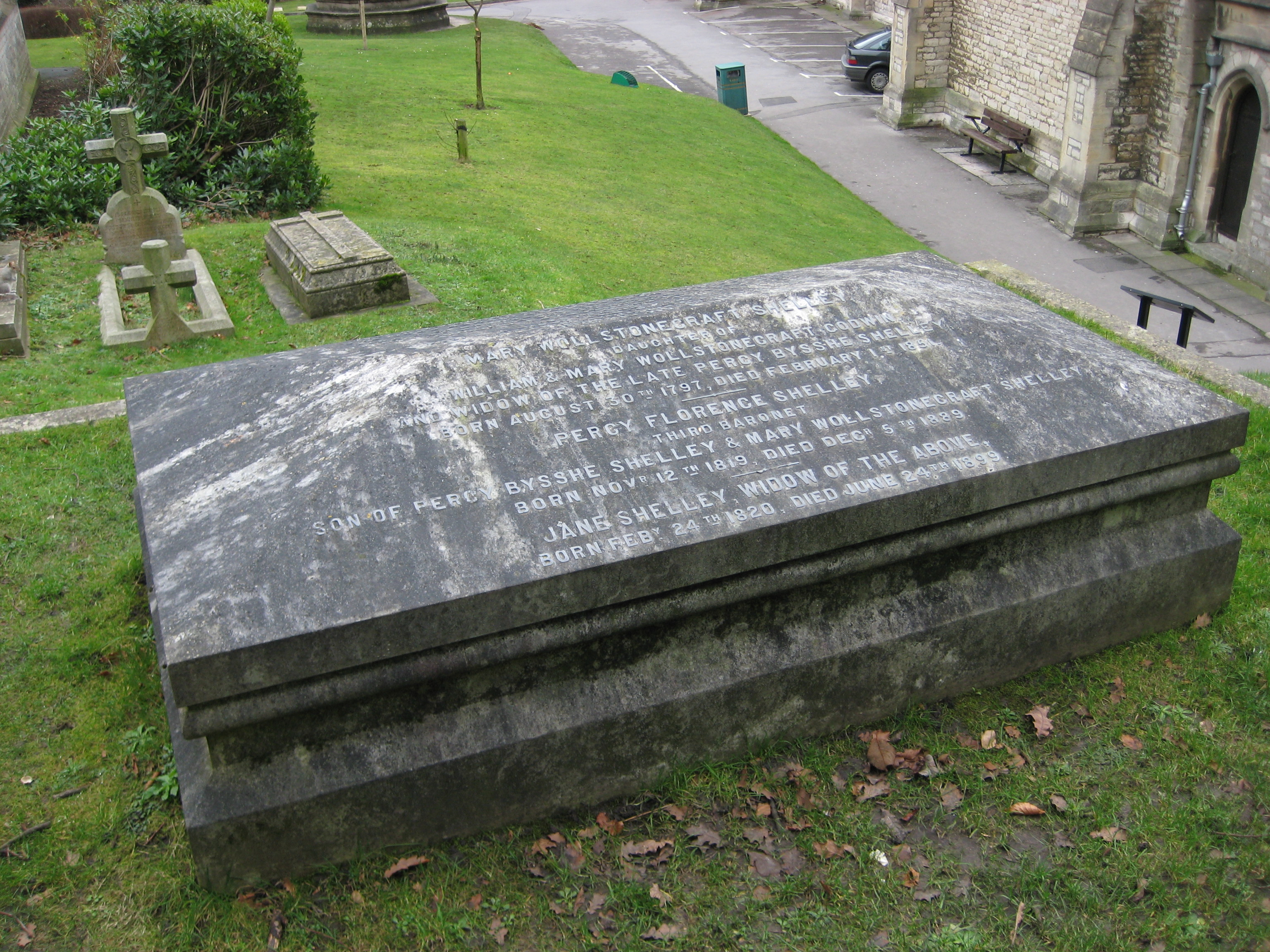
Pour répondre aux vœux de Mary, Percy Florence et sa femme Jane firent exhumer les cercueils des parents de Mary pour les enterrer avec elle à Bournemouth.

Au milieu des années 1840, Mary Shelley est la victime de trois maîtres chanteurs différents. En 1845, un exilé politique italien, Gatteschi, qu’elle a rencontré à Paris, la menace de publier des lettres qu’elle lui a écrites. Un ami de son fils paie un chef de la police pour saisir les papiers de Gatteschi, les lettres sont confisquées et détruites. Peu après, Mary achète des lettres, écrites par Percy Shelley et elle-même, à un homme se faisant appeler G. Byron et prétendant être le fils illégitime de feu Lord Byron. La même année, Thomas Medwin, cousin de Percy Bysshe Shelley, prétend avoir écrit une biographie de Percy qui lui serait préjudiciable. Il demande 250 £ pour la détruire, mais Mary refuse,.
En 1848, Percy Florence épouse Jane Gibson St John. Le mariage est heureux, et Mary et Jane s’apprécient mutuellement. Mary habite avec son fils et sa belle-fille à Field Place, dans le Sussex, berceau ancestral des Shelley, et à Chester Square, à Londres, et les accompagne durant leurs voyages à l’étranger.
Les dernières années de Mary Shelley sont altérées par la maladie. Dès 1839, elle souffre de migraines et de paralysie de certaines parties du corps, ce qui l’empêche parfois de lire et d’écrire. Elle meurt à l’âge de cinquante-trois ans, le 1er février 1851, à Chester Square. Son médecin soupçonne une tumeur cérébrale. D’après Jane Shelley, Mary Shelley a demandé à se faire enterrer avec sa mère et son père. Mais Percy et Jane, jugeant la tombe de St Pancras « épouvantable », choisissent de l'enterrer à l’église St Peter, à Bournemouth, près de leur nouvelle maison de Boscombe. Pour le premier anniversaire de la mort de Mary Shelley, les Shelley ouvrent son bureau. Ils trouvent à l’intérieur des boucles de cheveux de ses enfants décédés, un cahier de notes qu’elle partageait avec Percy Byshhe Shelley, et une copie de son poème Adonais dont une page entoure un tissu en soie contenant un peu des cendres et des restes du cœur de celui-ci.

## Thèmes littéraires et style
La vie de Mary Shelley tourne autour de la littérature. Son père l’encourage dans l’apprentissage de l’écriture par la composition de lettres et son occupation préférée de petite fille est l’écriture d’histoires. Malheureusement, tous les écrits de la jeune Mary furent perdus lors de sa fuite avec Percy en 1814 et aucun de ses manuscrits encore existants ne peut être daté d’avant cette année.
On pensa longtemps que sa première publication avait été Mounseer Nongtongpaw, des vers comiques écrits alors qu’elle avait dix ans et demi pour la Juvenile Library (Bibliothèque pour les jeunes) de William Godwin, mais dans l'édition la plus récente du recueil de ses ouvrages qui fasse autorité, ces poèmes sont attribués à un autre écrivain. Percy Shelley encourage chaleureusement Mary Shelley à écrire : « Dès le début, mon mari s’inquiétait pour que je me montre digne de ma filiation et que j’inscrive mon nom sur la page de la renommée. Il m’incitait sans cesse à obtenir une réputation littéraire ».

### Romans

#### Éléments autobiographiques
Certaines parties des romans de Mary Shelley sont souvent interprétées comme des réécritures masquées de sa vie. La récurrence du thème père-fille en particulier conforte les critiques littéraires dans leur interprétation de ce style autobiographique. Par exemple, ils analysent souvent Mathilda (1820) comme une autobiographie, en reconnaissant dans les personnages principaux Mary Shelley, William Godwin et Percy Shelley. Mary Shelley a révélé que les personnages centraux de The Last Man sont fondés sur son cercle d’intimes, en Italie. Lord Raymond, qui quitte l’Angleterre pour se battre contre les Grecs et meurt à Constantinople, est inspiré de Lord Byron ; et Adrian, l’utopique comte de Windsor qui mène ses disciples à la recherche d’un paradis naturel et meurt lors une tempête en mer, est un portrait fictif de Percy Bysshe Shelley. Cependant, comme elle l’écrit dans sa critique du roman de Godwin Cloudesley (1830), elle ne croit pas que les auteurs « reproduisent simplement (leur) propre cœur ». William Godwin considère les personnages de sa fille comme des archétypes plutôt que comme des portraits de personnes réelles. Certains critiques modernes, comme Patricia Clemit et Jane Blumberg, partagent cette vision, se refusant à une lecture autobiographique de l’œuvre de Mary Shelley.

#### Styles romanesques
Mary Shelley emploie les techniques de nombreux genres romanesques, notamment ceux des romans « godwiniens », des romans historiques de Walter Scott et des romans gothiques. Le roman « godwinien » fut populaire dans les années 1790 avec des travaux comme Caleb Williams (1794) de Godwin et emploie une forme de confession à la Rousseau pour explorer les relations contradictoires entre soi-même et la société. Frankenstein présente de nombreux thèmes et procédés littéraires présents dans les romans de Godwin. Cependant, Mary Shelley critique ces idéaux des Lumières que Godwin promeut dans son œuvre. Dans Le Dernier Homme, elle utilise la forme philosophique « godwinienne » pour démontrer l’insignifiance ultime du monde. Alors que des romans « godwiniens » antérieurs montraient comment des individus rationnels pouvaient lentement améliorer la société, The Last Man et Frankenstein démontrent le manque de contrôle de l’individu sur l’histoire.

« On n’entendit plus jamais parler d’Euthanasia, même son nom disparut… Les chroniques personnelles, d’où est tiré le récit qui précède, se terminent avec la mort d’Euthanasia. C’est donc dans les annales publiques seulement que l’on trouve un compte rendu des dernières années de Castruccio. »

— Mary Shelley , Valperga
Mary Shelley utilise le roman historique pour commenter les relations entre les sexes. Valperga, par exemple, est une version féministe du genre narratif typiquement masculin, dans lequel s'était notamment illustré Walter Scott. En intégrant dans l’histoire des femmes qui ne font pas partie de la réalité historique, Mary Shelley utilise le récit pour s’interroger sur les institutions théologiques et politiques établies. Elle oppose la cupidité compulsive de conquête du protagoniste masculin à une alternative féminine : raison et sensibilité. Dans Percy Warbeck, un autre de ses romans historiques, Lady Gordon représente les valeurs de l’amitié, de l’égalité et des vertus domestiques. À travers elle, Mary Shelley offre une alternative féminine à la politique masculine fondée sur la force, qui détruit les personnages masculins. Le roman propose un récit historique plus large qui remet en cause celui qui ne relate habituellement que les évènements concernant les hommes.

#### L'œuvre d'une femme
Avec la naissance de la critique littéraire féministe dans les années 1970, les travaux de Mary Shelley, et notamment Frankenstein, commencent à attirer plus d’attention de la part des chercheurs. C’est grâce aux critiques féministes et psychanalytiques que Mary Shelley en tant qu’écrivain est tirée de l’oubli. Ellen Moers est l’une des premières à soutenir que la perte d’un bébé a eu une influence cruciale sur l’écriture de Frankenstein. Elle pense que le roman est un « mythe de la renaissance » dans lequel Shelley se démet tant de sa culpabilité d’avoir causé la mort de sa mère que de celle d’avoir échoué en tant que parent. D’après Moers, c’est l’histoire « d’un homme qui essaie d’avoir un enfant sans une femme… Frankenstein est profondément préoccupé par l’opposition entre reproduction naturelle et artificielle ». Dans le roman, l’échec de Victor Frankenstein en tant que « parent » est traduit comme l’expression de l’anxiété qui accompagne la grossesse, l’accouchement et en particulier la maternité.
Sandra Gilbert et Susan Gubar soutiennent dans leur ouvrage capital The Madwoman in the Attic (1979) que, dans Frankenstein en particulier, Mary Shelley répond à la tradition littéraire masculine représentée par le Paradis perdu de John Milton. Selon leur interprétation, elle réaffirme cette tradition masculine, et sa misogynie inhérente, mais en même temps elle « cache des fantasmes d’égalité qui éclatent parfois dans des images monstrueuses de rage ». Mary Poovey décrypte la première édition de Frankenstein comme faisant partie d’un schéma plus large de l’œuvre de Mary Shelley, qui commence par une auto-affirmation littéraire et se termine par une féminité ordinaire. Mary Poovey suggère que les multiples récits de Frankenstein permettent à Mary Shelley de diviser sa personnalité artistique : elle peut « s’exprimer et s’effacer en même temps ». Sa crainte de l’auto-affirmation se reflète dans le destin de Frankenstein dont l’égoïsme est puni par la perte de toutes ses attaches familiales.
Les critiques féministes se concentrent souvent sur la représentation du créateur, et plus particulièrement du créateur féminin, dans et à travers les romans de Mary Shelley. Anne K. Mellor explique que celle-ci utilise le style gothique non seulement pour explorer le désir sexuel féminin refoulé mais également comme moyen « d’autocensure dans Frankenstein ». D’après Poovey et Mellor, elle ne veut pas mettre en avant sa personnalité d’auteur. Elle se sent profondément incompétente en tant qu’auteur et « cette honte contribue à sa production d’images d’anormalité, de perversion et de destruction ».
Les écrits de Mary Shelley sont centrés sur le rôle de la famille dans la société et le rôle de la femme au sein de cette famille. Elle glorifie la « compassion et l’affection féminine » associées à la famille et suggère que la société civile ferait faillite sans elles. Elle est « profondément engagée dans une éthique coopérative, de dépendance mutuelle et d’autosacrifice ».
Dans Lodore, par exemple, l’histoire centrale suit le destin de la femme et de la fille du personnage-titre, Lord Lodore, qui est tué lors d'un duel à la fin du premier volume, en laissant derrière lui des obstacles juridiques, financiers et familiaux que doivent négocier les deux « héroïnes ». Le roman est politiquement et idéologiquement engagé, notamment sur l’éducation et le rôle social des femmes. Il dissèque une culture patriarcale qui sépare les sexes et oblige les femmes à être dépendantes des hommes. D’après Betty T. Bennett, spécialiste de Mary Shelley, « le roman propose des paradigmes d’éducation égalitaire pour hommes et femmes qui apporteraient la justice sociale et les moyens spirituels et intellectuels pour affronter les épreuves de la vie ». Cependant, Faulkner est le seul roman de Mary Shelley dans lequel l’héroïne triomphe. Le roman avance l'idée que lorsque les valeurs féminines l'emporteront sur la violence et la destruction masculines, les hommes seront libres d’exprimer « la compassion, l’empathie et la générosité » de leur tempérament.

#### Les Lumières et le romantisme
Comme de nombreux romans gothiques de la période, Frankenstein mélange un sujet viscéral et aliénant à des thèmes qui poussent à la réflexion. Au lieu de se centrer sur les tours et détours de l'intrigue, le roman met en avant les luttes mentales et morales du protagoniste, Victor Frankenstein, et Mary Shelley imprime au texte sa propre marque de Romantisme politisé, qui critique l’individualisme et l’égoïsme du Romantisme traditionnel. Victor Frankenstein est comme Satan dans Paradis perdu et comme Prométhée : il se rebelle contre la tradition, il crée sa vie et construit son propre destin. Ces traits ne sont pas décrits de manière positive. Comme l’écrit Blumberg, « son ambition sans relâche est une auto-illusion travestie en une quête de la vérité ». Il doit abandonner sa famille pour satisfaire son ambition.

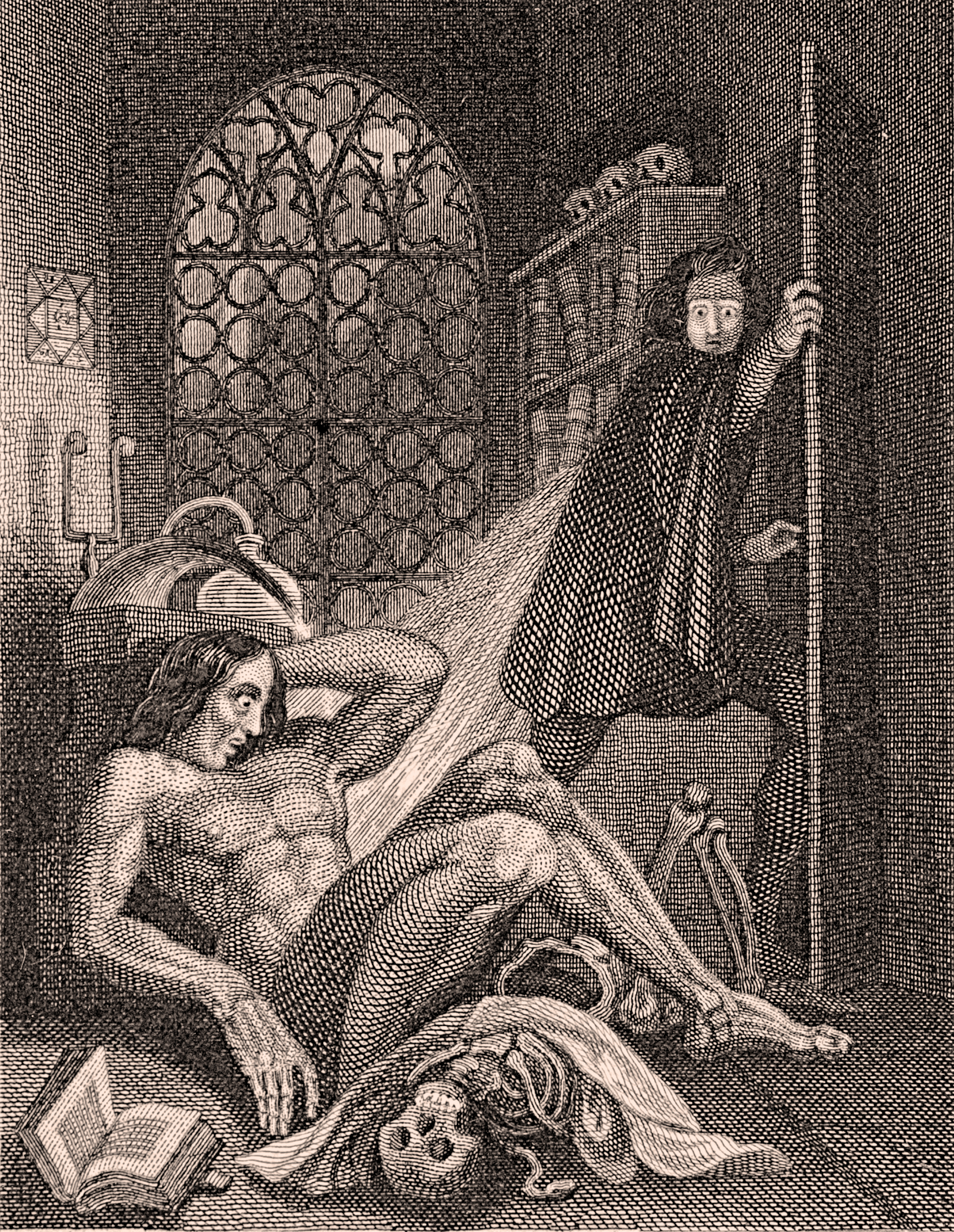
Illustration de la page de couverture du Frankenstein de 1831 par Theodor Von Holst, une des deux images du roman.

Mary Shelley croit en l’idée des Lumières que l’homme peut améliorer la société à travers l’exercice responsable du pouvoir politique, mais elle craint que l’exercice irresponsable du pouvoir ne mène au chaos. En pratique, son œuvre critique largement la manière dont les penseurs du XVIIIe siècle, comme ses parents, croyaient pouvoir amener ces changements. Ainsi par exemple, la créature de Frankenstein lit des livres de pensées radicales mais la connaissance qu’il en tire est finalement inutile. L'œuvre de Mary Shelley la montre moins optimiste que Godwin ou Mary Wollstonecraft, elle n’a pas foi en la théorie de Godwin qui postule que l’humanité peut en fin de compte être améliorée.
Kari Lokke, spécialiste de la littérature, écrit que The Last Man, plus que Frankenstein, « dans son refus de placer l’humanité au centre de l’univers, son questionnement sur notre position privilégiée par rapport à la nature […] constitue un défi profond et prophétique pour l’humanisme occidental ». Plus spécifiquement, les allusions de Mary Shelley à ce que les radicaux considèrent comme une révolution ratée en France et aux réponses qu'y apportent Godwin, Mary Wollstonecraft ou Burke constituent une remise en cause de « la foi des Lumières dans le progrès inéluctablement obtenu par l’effort collectif ». Comme dans Frankenstein, Mary Shelley « offre un commentaire profondément désenchanté sur l’âge de la révolution, qui se termine par un rejet total des idées progressistes de sa propre génération ». Elle rejette non seulement les idées politiques des Lumières mais également l'idée romantique selon laquelle l’imagination poétique ou littéraire pourrait offrir une alternative.

#### Opinions politiques
Jusqu’à une date récente, les critiques citaient Lodore et Falkner comme la preuve du conservatisme croissant de Mary Shelley dans ses œuvres tardives. En 1984, Mary Poovey a mis en évidence le transfert du réformisme politique de Mary Shelley vers la seule sphère domestique. Elle suggère que Mary Shelley écrivit Falkner afin de résoudre sa réaction conflictuelle à la façon dont son père mêlait un radicalisme libertaire à une bienséance sociale rigoureuse. Mellor partage cette opinion, arguant que « Mary Shelley fonde son idéologie politique alternative sur une métaphore de la famille, paisible, aimante et bourgeoise. Elle souscrit ainsi implicitement à la vision conservatrice d'une réforme et d'une évolution graduelle ». Cette vision permet aux femmes de participer à la sphère publique, mais elle hérite des inégalités inhérentes à la famille bourgeoise.
Toutefois, ces dernières années, cette vision a été contestée. Bennett, par exemple, montre que le travail de Mary Shelley est un engagement constant dans l’idéalisme romantique et dans les réformes politiques et l’étude de Jane Blumberg des premiers romans de Shelley soutient qu’il n’est pas possible de simplement diviser sa carrière en deux moitiés, l'une radicale tout d'abord, et l'autre conservatrice ensuite. Elle soutient que « Mary Shelley n’a jamais été une radicale passionnée comme son mari et le mode de vie qu'elle adopte plus tard n’est ni un tournant brusque ni une trahison. En réalité, dès son premier ouvrage, elle remettait en cause les influences politiques et littéraires de son entourage. À la lueur de cette analyse, les premières œuvres de Shelley sont interprétées comme un défi au radicalisme de Godwin et de Percy Bysshe Shelley. Le « rejet inconsidéré de la famille » de Victor Frankenstein apparaît alors comme la preuve de la préoccupation constante de Mary Shelley pour la famille.

#### Humour ou ironie
De nombreux critiques littéraires de son époque, s'appuyant probablement sur l'état quelquefois dépressif de Mary Shelley après la mort de ses enfants, ont décrit son travail comme dénué d'humour, critiques que l'on retrouve au XXe siècle.  Ces avis presque unanimes ont été battus en brèche à partir de 1998, avec l'analyse d'œuvres moins popularisées que ses romans. Elle a ainsi participé, avec son court récit «Roger Dodsworth, the Reanimated Englishman  » (1826) à un canular de l'époque, selon lequel un homme du XVIIe siècle aurait ressuscité après 170 ans passé dans les neiges d'une avalanche. Son essai « Recollections of Italy » (1824) met en scène des caricatures de touristes anglais, dont l'âme serait restée au pays tandis que leurs corps s'avèrent incapables de considérer les Italiens autrement qu'avec un regard biaisé. Dans « The Mortal Immortal », elle s'attaque à la frivolité des femmes en ridiculisant Bertha, l'épouse mortelle d'un immortel, qui pour lutter contre la différence d'âge se faisant de plus en plus visible, va jusqu'à lui acheter une perruque grise pour le vieillir.     

### Nouvelles

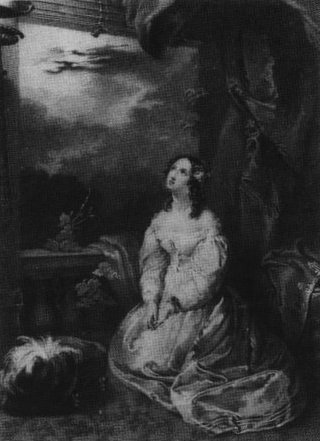
Shelley écrit souvent des histoires accompagnant les illustrations d’almanach, comme celle-ci qui accompagne « Transformation » dans The Keepsake de 1830.

Durant les années 1820 et 1830, Mary Shelley écrit fréquemment des nouvelles pour des almanachs. Entre autres, elle écrit seize nouvelles pour The Keepsake, destiné aux femmes de la classe moyenne, relié en soie et doré sur tranche,. Dans ce genre, le travail de Mary Shelley est décrit comme celui d’un « écrivain médiocre, verbeux et pédant ». Cependant, la critique Charlotte Sussman note que d’autres grands écrivains, comme les poètes romantiques William Wordsworth et Samuel Taylor Coleridge, ont tiré avantage de ce marché profitable. Elle explique que « les almanachs étaient un type de production littéraire majeur dans les années 1820 et 1830 », The Keepsake rencontrant le plus grand succès.
Beaucoup d’histoires écrites par Mary Shelley se passent dans des lieux ou à des époques bien éloignées du début du XIXe siècle, comme la Grèce ou le règne d’Henri IV. Elle s’intéresse tout particulièrement à « la fragilité de l’identité individuelle » et décrit souvent « la façon dont le rôle d’une personne dans le monde peut être modifié de manière cataclysmique par des bouleversements émotionnels internes ou par quelque évènement surnaturel qui reflète une scission interne ». Dans ses histoires, l’identité de la femme est liée à sa valeur sur le marché du mariage alors que celle de l’homme peut être améliorée et transformée par l’argent,. Même si Mary Shelley a écrit vingt et une nouvelles entre les années 1823 et 1839, elle s’est toujours perçue comme une romancière avant tout. Elle écrit à Leigh Hunt, « j’écris de mauvais articles, ce qui contribue à me rendre malheureuse – mais je vais me plonger dans un roman et j’espère que ses eaux claires nettoieront la boue de ces magazines ».

### Récits de voyages
Lors de leur fuite en France à l’été 1814, Mary Godwin et Percy Shelley commencent un journal commun. Ce journal plus quatre lettres basées sur leur visite de Genève en 1816 ainsi que le poème de Percy Shelley Mont Blanc sont publiés en 1817 sous le titre d ’Histoire d’un circuit de six semaines. Cette œuvre célèbre l’amour de jeunesse, l’idéalisme politique et suit l’exemple de Mary Wollstonecraft et d'autres, qui ont associé voyage et écriture. Plus qu’un récit de voyage conventionnel, le livre est philosophique et réformiste ; il aborde, en particulier, les effets de la politique et de la guerre en France. Les lettres qu’écrit le couple durant leur deuxième voyage considèrent les « grands et extraordinaires évènements » de la défaite finale de Napoléon à Waterloo après son retour des « Cent jours » en 1815. Ils analysent également le caractère sublime du lac de Genève et du Mont Blanc, ainsi que l’héritage révolutionnaire du philosophe et romancier Jean-Jacques Rousseau.
Le dernier livre de Mary Shelley, écrit sous forme de lettres et publié en 1844, est Errances en Allemagne et en Italie en 1840, 1842 et 1843, qui relate ses voyages avec son fils Percy Florence et ses camarades d’université. Dans cet ouvrage, elle suit la tradition des Lettres écrites lors d'un court séjour en Suède, en Norvège et au Danemark de Mary Wollstonecraft et de son propre Histoire d’un circuit de six semaines, en cartographiant son propre paysage personnel et politique à travers un discours fondé sur les sentiments et le sens de la solidarité. Pour Mary Shelley, nouer des liens d’amitié entre les personnes est le moyen de construire la société civile et d’augmenter le savoir : « la connaissance, pour éclairer et libérer l’esprit des préjugés – un plus large cercle d'amitiés avec nos semblables – tel est l’utilité du voyage ».
Entre l’observation des paysages, de la culture et « des personnes, plus spécifiquement du point de vue politique », elle utilise le carnet de voyage pour analyser son rôle de veuve et de mère et pour réfléchir sur le nationalisme révolutionnaire en Italie,. Elle note également son « pèlerinage » en des lieux associés à Percy Shelley. Selon la critique Clarissa Orr, la posture adoptée par Mary Shelley en se posant comme figure de la maternité philosophique donne à Errances l’unité d’un poème en prose, avec « la mort et la mémoire comme thèmes centraux ». En même temps, Mary Shelley fait le procès égalitariste de la monarchie, des différences de classes, de l’esclavage et de la guerre.

### Biographies
Entre 1832 et 1839, Mary Shelley écrit de nombreuses biographies d’hommes renommés italiens, espagnols, portugais et français et de quelques femmes pour les Vies des plus éminents auteurs et scientifiques de Dionysius Lardner. Elles formeront une partie du Cabinet Cyclopaedia de Lardner, une des meilleures séries de la sorte publiée durant les années 1820 et 1830 en réponse à la demande croissante de la classe moyenne pour l’auto-éducation. Jusqu’à la republication de ces essais en 2002, leur importance dans l’ensemble de son œuvre n’était pas reconnue,. D’après Greg Kucich, expert en littérature, ils révèlent les « extraordinaires recherches de Mary Shelley à travers plusieurs siècles et plusieurs langues », son don pour la narration biographique et son intérêt pour « la forme émergente du féminisme historiographique ». Mary Shelley écrit dans un style biographique popularisé par Samuel Johnson, critique au XVIIIe siècle, dans son Vies des poètes (1779-1781), combinant sources secondaires, notice biographique et anecdote, et évaluation de l’auteur. Elle note les détails de la vie et du caractère de chaque écrivain, cite leurs écrits sous leur forme originale accompagnée de la traduction, et termine avec une évaluation critique de leurs réalisations.
Pour Mary Shelley, la narration biographique est supposée, et ce sont ses propres mots, « former comme si c’était une école dans laquelle étudier la philosophie de l’histoire » et enseigner des « leçons ». Le plus souvent, ces leçons consistent en une critique des institutions à domination masculine, telle que le droit d’aînesse. Mary Shelley souligne le goût de la vie domestique, le romanesque, la famille, la solidarité et la compassion dans la vie de ses sujets. Sa certitude que de telles forces peuvent améliorer la société relie son approche biographique avec celles d’autres historiennes féministes comme Mary Hays et Anna Jameson. Contrairement à ses romans, dont la plupart furent imprimés à quelques centaines d’exemplaires, chaque volume des Vies fut imprimé à 4 000 exemplaires faisant, selon Kucich, « de son usage de la biographie pour faire avancer la cause de l’historiographie féminine dans la société, l’une de ses plus influentes interventions politiques ».

### Travaux d’annotations et de commentaires
« Les qualités qui frappaient toute personne qui venait d'être présentée à Shelley, étaient, tout d'abord, la douce et chaleureuse bonté qui animait ses rapports humains d'une chaude affection et d'une prévenante gentillesse. C'était ensuite l’empressement et l'ardeur avec laquelle il était attaché à la cause du bonheur humain et à son amélioration. »

— Mary Shelley, « Preface », Œuvres poétiques de Percy Bysshe Shelley.
Peu après la mort de Percy Shelley, Mary se décide à écrire sa biographie. Dans une lettre du 17 novembre 1822, elle annonce : « Je vais écrire sa vie – et m'occuper ainsi de la seule manière propre à en tirer consolation ». Cependant, son beau-père, Sir Timothy Shelley, lui interdit, avec succès, de le faire,. Marie commence la promotion de la réputation poétique de Percy en 1824, avec la publication de Poèmes Posthumes. En 1839, tout en travaillant sur Lives, elle prépare une nouvelle édition de sa poésie, qui deviendra, selon les propres mots de la spécialiste littéraire Susan J. Wolfson, « l'évènement canonisateur » dans l'histoire de la renommée de son époux. L'année suivante, Mary Shelley publie un volume de lettres, d'essais, de traduction et d'extraits de son époux, et durant les années 1830, elle présente sa poésie à un public plus large en publiant des œuvres choisies dans la publication annuelle The Keepsake.
Elle réussit à esquiver l'interdiction de Sir Timothy en incluant dans ces éditions ses propres annotations et réflexions sur le travail et la vie de son mari. Elle déclare en 1824 : « Je dois justifier ses choix. Je dois le faire aimer par la postérité ». C'est cet objectif, argumente Blumberg, qui la pousse à présenter au public le travail de Percy Shelley « de la manière la plus populaire possible ». Pour adapter son travail à un public victorien, elle présente Percy Shelley comme un poète lyrique et non comme un poète politique. Comme l'écrit Mary Favret : « Percy désincarné personnifie la poésie elle-même ». Mary maquille le radicalisme politique de Percy en une forme de sentimentalisme, argumentant que son républicanisme provient d'une empathie envers ceux qui souffrent. Elle insère des anecdotes romantiques de sa bienveillance, de son attachement à la vie de famille et de son amour de la nature. Se décrivant comme la « muse pratique » de Percy, elle fait également remarquer qu'elle lui suggérait des améliorations quand il écrivait.
Malgré les émotions provoquées par cette tâche, Mary Shelley prouve sans aucun doute qu'elle est une commentatrice professionnelle et érudite. Travaillant à partir des carnets de notes désordonnés et parfois illisibles de Percy, elle essaie de classer des écrits par ordre chronologique et elle inclut des poèmes comme Epipsychidion, destiné à Emilia Viviani, qu’elle aurait préféré laisser de côté. Cependant, elle fut obligée de faire plusieurs compromis et, comme le fait remarquer Blumberg, « les critiques modernes ont trouvé des fautes dans les éditions et affirment qu’elle a mal recopié, mal interprété, volontairement occulté et tenté de montrer le poète comme quelqu’un qu’il n’était pas ». D’après Wolfson, Donald Reiman, un commentateur moderne des travaux de Percy Bysshe Shelley, se réfère encore aux éditions de Mary Shelley, même s’il reconnaît que son style appartient « à une époque où l’objectif du travail de mise en forme et d'annotation n’était pas d’établir des textes précis et critiques, mais de présenter un exposé complet de la carrière de l’écrivain pour le lecteur moyen ». En principe, Mary croit dans la publication de chacun des mots de l’œuvre de son mari, mais elle doit supprimer certains passages, soit sous la pression de son éditeur, Edward Moxon, soit par respect pour les convenances. Pour la première édition, elle supprime par exemple les passages athées de Queen Mab. Après qu’elle les eut réintroduits dans la deuxième édition, Moxon est poursuivi et condamné pour diffamation blasphématoire, mais il échappera au châtiment. Les omissions de Mary Shelley provoquent des critiques, souvent des invectives, de la part des anciens proches de Percy Shelley, et les critiques l’accusent, entre autres, d’inclusions malvenues. Ses notes restent cependant une source essentielle pour l’étude des travaux de Percy Shelley. Comme l’explique Bennett, « biographes et critiques s’accordent à penser que l’engagement de Mary Shelley pour que Shelley obtienne l'attention qu’elle pense que son œuvre mérite est la force essentielle, unique, qui a établi la renommée de Shelley durant une période où il aurait certainement disparu de la vue du public ».

## Notoriété et postérité

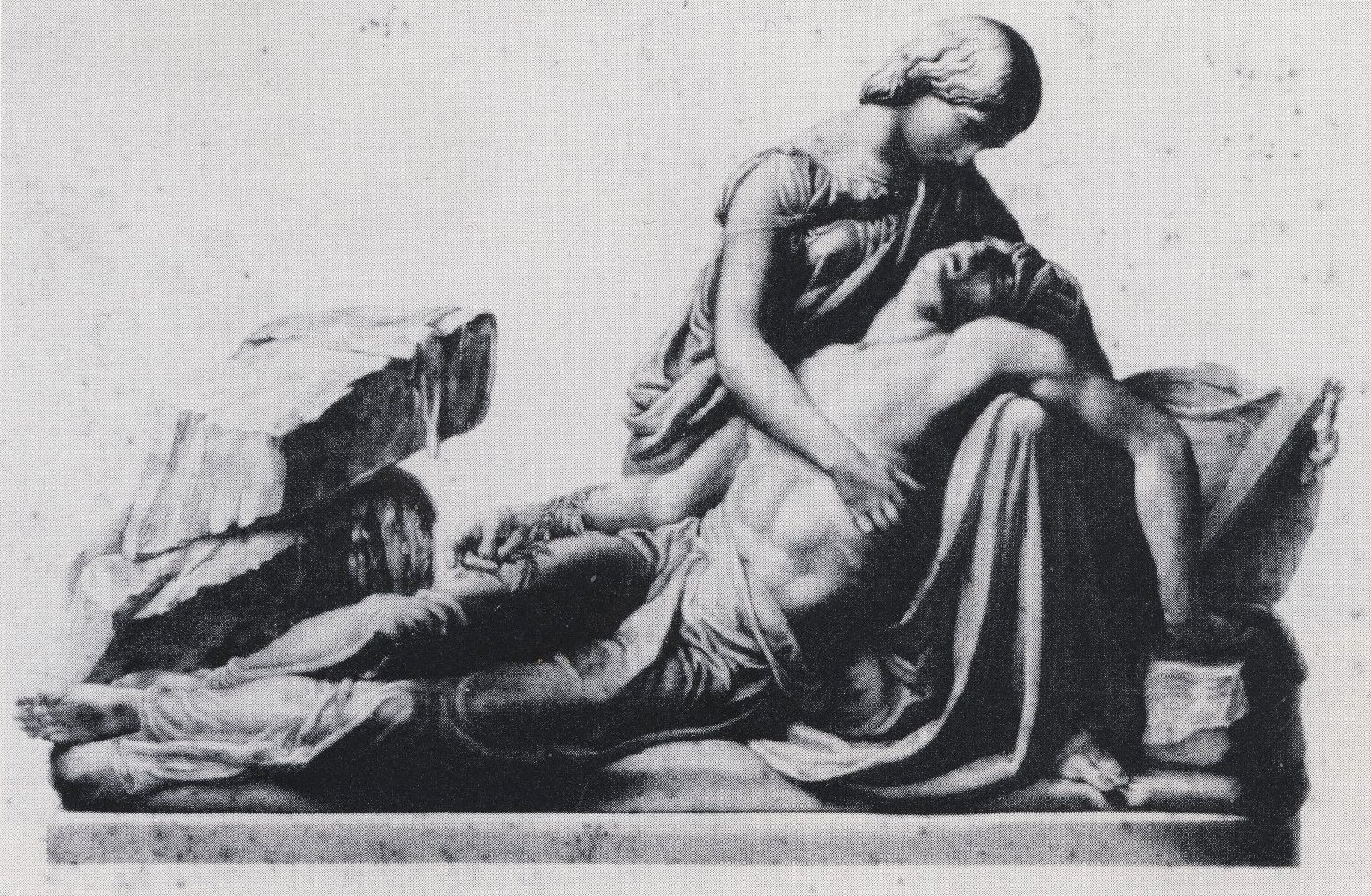
Gravure de George Stodart d’après un monument à Mary et Percy Shelley par Henry Weekes (1853).

De son vivant, Mary Shelley est prise au sérieux en tant qu’écrivain, même si souvent les critiques ignorent le côté politisé de ses écrits. Après sa mort, on se souvient d’elle principalement en tant qu’épouse de Percy Bysshe Shelley et comme l’auteur de Frankenstein.
L’éditeur Frederick Jones écrit même, dans l’introduction du recueil de lettres publié en 1945 : « un recueil de cette taille n’est pas justifié par la qualité des lettres de Mary Shelley ou par son importance en tant qu’écrivain. C’est comme épouse de Percy Bysshe Shelley qu’elle attise notre intérêt ». Cette attitude perdure en 1980 quand Betty T. Bennett publie le premier volume du texte intégral des lettres de Mary Shelley. Elle explique : « le fait est que, jusqu’il y a quelques années, les chercheurs n’ont considéré Mary Wollstonecraft Shelley que comme un produit : la fille de William Godwin et Mary Wollstonecraft, qui devint le pygmalion de Shelley ». Il faut attendre Mary Shelley : Romanesque et Réalité d’Emily Sunstein en 1989 pour qu’une biographie universitaire lui soit entièrement consacrée.
Les tentatives du fils et de la belle-fille de Mary Shelley de rendre sa mémoire plus « victorienne » en censurant des documents biographiques contribuèrent à créer une image plus conventionnelle et moins réformiste que son œuvre ne le suggère. Cette impression est renforcée par ses propres timides omissions des travaux de Percy Shelley et sa fuite devant la controverse publique durant ses dernières années. Les critiques Hogg, Trelawny et d’autres admirateurs de Percy Shelley ont aussi eu tendance à minimiser le radicalisme de Mary Shelley. Dans Souvenirs de Shelley, Byron et de l’Auteur (1878), Trelawny rend hommage à Percy Shelley au détriment de Mary, mettant en doute son intelligence et même sa paternité de Frankenstein. Lady Shelley, épouse de Percy Florence, répondit partiellement à cette attaque en publiant à compte d’auteur une collection de lettres dont elle avait hérité : Shelley et Mary en 1882.
Depuis la première adaptation au théâtre de Frankenstein, en 1823, jusqu'aux adaptations cinématographiques du vingtième siècle, telle que la première version de 1910 ou les versions plus célèbres du Frankenstein de James Whale en 1931, le Frankenstein Junior de Mel Brooks en 1974 et le Frankenstein de Mary Shelley de Kenneth Brannagh en 1994, une grande partie du public rencontre Mary Shelley pour la première fois à travers une adaptation. Durant le XIXe siècle, Mary Shelley est perçue au mieux, comme l’auteur d’un seul roman, plutôt que comme l’écrivain professionnel qu’elle était. Une grande partie de ses travaux est restée épuisée jusqu’aux trente dernières années, empêchant d'avoir une vue plus globale de son œuvre. Au cours des dernières décennies, la republication de la quasi-intégralité de ses écrits a stimulé une nouvelle reconnaissance de son talent. Son habitude de lire et d'étudier intensément, révélé dans son journal et dans ses lettres et reflété dans ses œuvres, est ainsi mieux appréciée. On reconnaît également sa perception d’elle-même en tant qu’auteur. Après la mort de Percy, elle écrit sur ses ambitions d’auteur : « Je pense que je peux subvenir ainsi à mes besoins, et il y a quelque chose de stimulant dans cette idée ». Les chercheurs considèrent à présent Mary Shelley comme une figure romantique majeure, importante tant pour son œuvre littéraire que pour sa voix politique de femme et de libérale.
Outre les nombreuses adaptations, souvent très libres, de Frankenstein ou le Prométhée moderne, plusieurs films ont abordé la vie de Mary Shelley, ou du moins la genèse de son roman le plus connu. Gothic, de Ken Russell (1986) et Un été en enfer (Haunted summer), de Ivan Passer (1988), sont tous deux consacrés à l'histoire de l'écriture de Frankenstein : Mary Shelley est incarnée dans le premier film par Natasha Richardson et dans le second par Alice Krige. La Résurrection de Frankenstein (Frankenstein unbound) de Roger Corman (1990) est un film de science-fiction mêlant la genèse du roman à une histoire de voyage dans le temps : le rôle de Mary Shelley y est tenu par Bridget Fonda. Dans le film biographique Mary Shelley, réalisé par Haifaa al-Mansour et sorti en 2018, la romancière est incarnée par Elle Fanning.

## Sélection d'ouvrages

### Romans
- Frankenstein ou le Prométhée moderne, 1818
- Mathilda, 1819
- Valperga, ou La Vie et les aventures de Castruccio, prince de Lucques, 1823
- Le Dernier Homme, 1826
- The Fortunes of Perkin Warbeck, A Romance, 1830
- Lodore, 1835
- Falkner, 1837

### Récits de voyages
- Histoire d’une randonnée de six semaines à travers une partie de la France, de l'Allemagne et de la Hollande, avec des lettres décrivant un tour sur le lac de Genève et des glaciers de Chamonix, 1817
- Errances en Allemagne et en Italie en 1840, 1842 et 1843, 1844

### Histoire pour enfants
- Maurice ou le cabanon du pêcheur, 1820

### Poèmes dramatiques
- Proserpine et Midas, 1820

### Nouvelles
- Valerius: The Reanimated Roman, 1819
- Une histoire de passions, 1822
- The Bride of Modern Italy, 1824
- Ferdinando Eboli. A Tale, 1828
- L'Endeuillée, 1829
- The False Rhyme, 1829
- The Evil Eye. A Tale, 1829
- The Mourner, 1829
- The Swiss Peasant, 1830
- Le Rêve (The Dream, A Tale), 1831
- Transformation, 1831
- La Jeune Fille invisible, 1832
- La Jeune Fille invisible (The Invisible Girl), 1832
- The Brother and Sister, An Italian Story, 1832
- The Pole, 1832
- L'Immortel Mortel (The Mortal Immortal: A Tale), 1833
- The Trial of Love, 1834
- The Elder Son, 1834
- The Parvenue, 1836
- The Pilgrims, 1837
- Euphrasia: A Tale of Greece, 1838
- Roger Dodsworth:The Reanimated Englishman, 1863 (posthume, écrit en 1826 d'après le canular au sujet de Roger Dodsworth)

### Édition
- Poèmes posthumes de Percy Bysshe Shelley, 1824
- Œuvres poétiques de Percy Bysshe Shelley, 1839